# Chinook – indianflickan
Chinook – indianflickan är första albumet om pälsjägaren Buddy Longway. Utgiven i original 1974 och på svenska 1976. Svensk text av Sture Hegerfors.

## Handling
Den unge Buddy Longway rider till arméns fort när hösten närmar sig för att sälja sina pälsar. När han kommer fram ser han två män slå en kvinna och han slår ner dem och rider iväg med kvinnan bara för att inse att hon är indian. Männen som slagit henne hade hållit henne som slav och de följer efter Buddy, slår ner honom och tar hans pälsar.
Buddy står nu utblottad. I brist på bättre lovar han att föra flickan - Chinook - tillbaka till sitt folk. Men han förstår inte att hon är en sioux och tar henne till de närbelägna kråkindianerna. Där blir de tillfångatagna, men Buddy vinner sin frihet. Chinook rymmer och påminner Buddy om hans löfte.
Det blir en strapatsrik resa genom vildmarken. Känslorna för de två djupnar omedvetet. När Buddy ligger sårad och i feberyra drömmer han om en vild vind som gör honom gott och han vill följa den. Till sist når de två prärien och Chinooks stam. När Buddy får veta att Chinook betyder "den vilda vinden" förstår han sina känslor och friar till Chinook.

## Återkommande karaktärer
- Vilda Vargen, kråkindian
- Enögde Slim
- Snabba Hjorten, Chinooks bror
- Stora Björnen, Chinooks far